# Jorxey
Jorxey település Franciaországban, Vosges megyében. Lakosainak száma 81 fő (2022. január 1.). Jorxey Ahéville, Avillers, Bouxurulles, Gugney-aux-Aulx, Rapey és Vaubexy községekkel határos.

## Népesség
A település népességének változása:
| Lakosok száma | 87   | 86   | 83   | 82   | 82   | 83   | 82   | 81   |
|               | 2013 | 2015 | 2017 | 2018 | 2019 | 2020 | 2021 | 2022 |